# Sainte-Anne-de-Beaupré
Sainte-Anne-de-Beaupré ist eine Stadt (ville) in der MRC La Côte-de-Beaupré der kanadischen Provinz Québec.
Sie liegt am Nordufer des Sankt-Lorenz-Stroms rund 30 km nordöstlich der Provinzhauptstadt Québec.
Nach der Volkszählung 2021 hatte die Stadt 2888 Einwohner. Die Fläche beträgt 62,35 km².
Die Basilika von Sainte-Anne-de-Beaupré ist ein katholisches Gotteshaus und wird jährlich von aktuell rund einer Million Pilgern besucht. Die Basilika gehört damit zu den bedeutendsten Wallfahrtsorten Nordamerikas und ist ein kanadisches Nationalheiligtum.

## Geschichte
Um 1650 kamen die ersten Kolonisten aus Frankreich in der Region an. Im März 1658 entstand auf einem von Étienne de Lessard übereigneten Gut eine Kapelle. 1661 folgte eine zweite. 1787 erfolgte eine Vergrößerung der Kirche. 1876 wurde die heutige Kirche eingeweiht, 1887 wurde sie vom Papst zur Basilica minor erhoben; allerdings brannte die Kirche 1922 ab, so dass zwei Jahre später der Neubau begonnen werden musste, die zehn Jahre später geweiht wurde. Bei seinem Besuch Kanadas wurde Johannes Paul II. auch in der Basilika empfangen. Durch Zusammenschluss mehrerer Gemeinden entstand im Jahr 1973 die Stadt Sainte-Anne-de-Beaupré. Seit 2002 gehört Sainte-Anne-de-Beaupré zum Zweckverband Communauté métropolitaine de Québec.